# Welcome to the Pleasuredome
Welcome to the Pleasuredome é o primeiro álbum de estúdio do grupo britânico Frankie Goes to Hollywood, lançado em 1984.

## Músicas/Faixas

### Disco 01.
Lado A.
1. "The World Is My Oyster" – 1:57
2. "Welcome to the Pleasuredome" – 13:38
3. "Relax" – 3:56

Lado B.
1. "War (...and Hide)" – 6:12
2. "Two Tribes (For the Victims of Ravishment) – 10:22

### Disco 02.
Lado A.
1. "Born to Run" – 4:13
2. "Welcome to the Pleasuredome" – 4:12
3. "Wish (The Lads Were Here) including The Ballad of 32" – 7:35

Lado B.
1. "Krisco Kisses" – 2:57
2. "Black Night White Light" – 4:05
3. "The Only Star in Heaven" – 4:16
4. "The Power of Love" – 5:28
5. "Bang" – 1:08